# Marc-Antoine Gagnon
Marc-Antoine Gagnon (ur. 6 marca 1991 w Québecu) – kanadyjski narciarz dowolny. Specjalizuje się w jeździe po muldach.
W zawodach Pucharu Świata zadebiutował 15 stycznia 2011 roku w Mont Gabriel, zajmując dziewiąte miejsce. Tym samym już w swoim debiucie zdobył pierwsze pucharowe punkty. Na podium zawodów tego cyklu po raz pierwszy stanął 18 marca 2012 roku w Megève, kończąc jazdę po muldach na trzeciej pozycji. W zawodach tych wyprzedzili go jedynie Patrick Deneen z USA i kolejny Kanadyjczyk, Mikaël Kingsbury. Najlepsze wyniki w Pucharze Świata osiągnął w sezonie 2011/2012, kiedy to zajął 15. miejsce w klasyfikacji generalnej, a w klasyfikacji jazdy po muldach uplasował się na 5. miejscu.
W 2015 roku wywalczył brązowy medal w muldach podwójnych na mistrzostwach świata w Kreischbergu. Startował także na igrzyskach olimpijskich w Soczi w 2014 roku, gdzie uplasował się na czwartej pozycji w jeździe po muldach. W walce o medal lepszy okazał się tam Rosjanin Aleksandr Smyszlajew. Czwarty w jeździe po muldach Gagnon był też na igrzyskach w Pjongczangu w 2018 roku, tym razem walkę o podium przegrywając z Daichim Harą z Japonii.

## Osiągnięcia

### Igrzyska olimpijskie
| Miejsce | Dzień     | Rok  | Miejscowość | Konkurencja      | Zwycięzca          |
| ------- | --------- | ---- | ----------- | ---------------- | ------------------ |
| 4.      | 10 lutego | 2014 | Soczi       | Jazda po muldach | Alexandre Bilodeau |
| 4.      | 12 lutego | 2018 | Pjongczang  | Jazda po muldach | Mikaël Kingsbury   |

### Mistrzostwa świata
| Miejsce | Dzień       | Rok  | Miejscowość   | Konkurencja      | Zwycięzca          |
| ------- | ----------- | ---- | ------------- | ---------------- | ------------------ |
| 15.     | 5 lutego    | 2011 | Deer Valley   | Muldy podwójne   | Alexandre Bilodeau |
| 17.     | 6 marca     | 2013 | Voss          | Jazda po muldach | Mikaël Kingsbury   |
| 15.     | 8 marca     | 2013 | Voss          | Muldy podwójne   | Alexandre Bilodeau |
| 5.      | 18 stycznia | 2015 | Kreischberg   | Jazda po muldach | Anthony Benna      |
| 3.      | 19 stycznia | 2015 | Kreischberg   | Muldy podwójne   | Mikaël Kingsbury   |
| 10.     | 8 marca     | 2017 | Sierra Nevada | Muldy            | Ikuma Horishima    |
| 19.     | 9 marca     | 2017 | Sierra Nevada | Muldy podwójne   | Ikuma Horishima    |

### Puchar Świata

#### Miejsca w klasyfikacji generalnej
- sezon 2010/2011: 50.
- sezon 2011/2012: 15.
- sezon 2012/2013: 26.
- sezon 2013/2014: 23.
- sezon 2014/2015: 20
- sezon 2015/2016: 190.
- sezon 2016/2017: 52.
- sezon 2017/2018: 49.

#### Miejsca na podium w zawodach
1. Megève – 18 marca 2012 (muldy podwójne) – 3. miejsce
2. Deer Valley – 9 stycznia 2014 (jazda po muldach) – 3. miejsce
3. Inawashiro – 1 marca 2014 (jazda po muldach) – 2. miejsce
4. Lake Placid – 29 stycznia 2015 (jazda po muldach) – 3. miejsce
5. Deer Valley – 4 lutego 2017 (muldy podwójne) – 2. miejsce